# Teledetecție

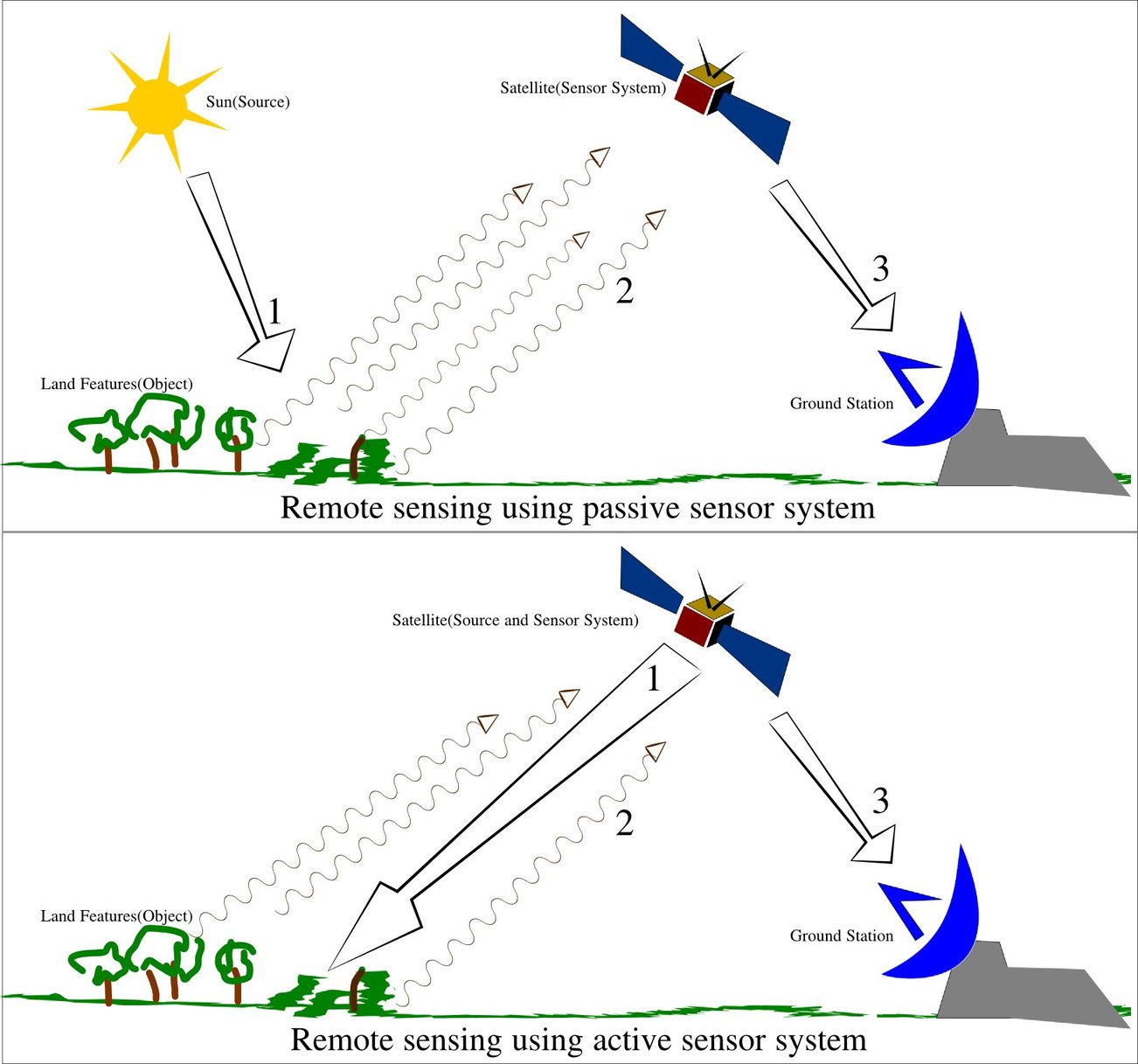
Teledecție pasivă și activă

Teledetecția este obținerea de informații despre un obiect sau fenomen fără a intra în contact fizic cu obiectul, spre deosebire de observarea in situ (la fața locului). Termenul este folosit în special cu privire la obținerea de informații despre Pământ și alte planete. Teledetecția este utilizată în numeroase domenii, precum geofizică, geografie, topografie și majoritatea științelor Pământului (de exemplu, geofizică de explorare, hidrologie, ecologie, meteorologie, oceanografie, glaciologie, geologie). De asemenea, are aplicații militare, de informații, comerciale, economice, de planificare și umanitare și altele.
În viața de zi cu zi, termenul de teledetecție se referă în general la utilizarea senzorilor de pe sateliți sau aeronave pentru a detecta și clasifica obiectele de pe Pământ, inclusiv suprafața, atmosfera și oceanele, pe baza semnalelor propagate (de exemplu, radiația electromagnetică). Poate fi împărțită în teledetecție „activă” (atunci când un semnal este emis de un satelit sau o aeronavă către obiect și reflectarea acestuia este detectată de senzor) și teledetecție „pasivă” (când reflexia luminii solare este detectată de senzor).